# Corredor Central
El Corredor Central es un corredor ferroviario de pasajeros y mercancías que recorre de norte a sur España.

## Recorrido
El Corredor Central fue incluido en la red integral de la red transeuropea de transporte tanto en la propuesta de 2004 como en la de 2011, si bien con recorridos algo diferentes. En la de 2004, se iniciaba en Zaragoza y terminaba en los puertos de Sines y Algeciras, bifurcando el corredor en Manzanares. Estaba destinado principalmente a mercancías, e incluía los estudios acerca de la Travesía Central del Pirineo. En la propuesta de 2011, el tramo portugués pasa al Corredor Atlántico-Mediterráneo, y la conexión con Francia se realiza en la costa mediterránea, y no a través del Pirineo.
El tramo inicial pertenece a la Línea de alta velocidad Madrid-Zaragoza-Barcelona-Frontera francesa. El recorrido de mercancías se separa en el Penedés, continuando por la línea convencional Barcelona-Madrid vía Caspe. A partir de Madrid, el corredor de viajeros circula por la línea de alta velocidad Madrid-Sevilla, y el de mercancías de nuevo continúa por la vía convencional vía Despeñaperros. En Andalucía el corredor finaliza en los puertos de Sevilla y Algeciras, añadiendo parte del Eje Ferroviario Transversal de Andalucía que sirve para comunicar ambos puertos.
Existirían nodos logísticos en El Far-Empordá, El Vallés, El Prat, Penedés, Zaragoza-Plaza, Madrid, Alcázar de San Juan, Linares, Antequera, Sevilla y San Roque.

## Características
El corredor se construye de tal modo que sea compatible con los trenes que recorren Europa completa. Por ello, el corredor dispondría de ancho internacional (1.435 mm), electrificación a 25 kVac y sistema de control ERMTS. Los apartaderos permitirían la circulación de trenes de 750 metros de longitud.
Toda la vía es doble a excepción de un tramo de la línea Bobadilla-Algeciras, que no puede ser duplicada al circular por un estrecho desfiladero.
La vía convencional que forma parte del corredor ha de ser ampliamente reformada para cumplir con estos parámetros.

## Construcción
El corredor de pasajeros se encuentra construido casi en su totalidad, a falta del tramo del Eje Ferroviario Transversal de Andalucía y la línea entre Bobadilla y Algeciras.
El corredor de mercancías se encuentra escasamente desarrollado. Se han realizado algunos trabajos entre Madrid y Despeñaperros, que requerirían de una adaptación posterior a las características del corredor. También fue reformado el tramo Ronda-Gaucín de la línea Bobadilla-Algeciras, que no es desdoblable, para que en un futuro sólo se requiera la electrificación y el cambio de ancho de la vía.